# Lucas Willian
Lucas Willian Cruzeiro Martins, meglio noto come Lucas Willian (12 maggio 1995), è un calciatore brasiliano, attaccante dell'Al Salibikhaet.

## Carriera
Cresciuto nel settore giovanile del Tigres do Brasil, debutta in prima squadra il 30 gennaio 2016, in occasione dell'incontro del Campionato Carioca perso per 3-2 contro la Portuguesa-RJ.
Dopo un biennio trascorso al Rio Branco-VN, nel 2018 è passato ai bulgari dell'Arda Kărdžali, militanti in Vtora profesionalna futbolna liga. Ha esordito con quest'ultima squadra in data 21 settembre 2018, nell'incontro vinto per 1-0 contro il Čern. Balčik. Il 1º maggio 2019 realizza il gol della bandiera nella sconfitta per 2-1 in casa del Carsko Selo. Al termine della stagione, la squadra viene promossa nella massima divisione bulgara dopo aver vinto lo spareggio promozione-retrocessione contro il Septemvri Sofia. Ha così esordito, il 30 agosto 2019, in Părva profesionalna futbolna liga, nella vittoria per 3-2 in casa dello Slavia Sofia. In due stagioni totalizza 31 presenze e una rete.
Svincolatosi dai bulgari, agli inizi del 2021 viene ingaggiato dai sudcoreani del Gimhae, militanti in K3 League, la terza divisione del campionato sudcoreano. Con quest'ultima squadra totalizza 11 presenze e due reti. Nel gennaio 2022 fa ritorno in Bulgaria, trasferendosi al Carsko Selo. Esordisce con la sua nuova squadra il 4 marzo 2022, nella sconfitta in casa per 2-0 contro il CSKA 1948 Sofia. 15 giorni dopo ha anche realizzato la sua prima rete nella massima divisione bulgara, siglando il gol del temporaneo vantaggio nel pareggio in casa per 1-1 contro il Ludogorec. Conclude la stagione con 10 presenze e due reti, ma rimane svincolato in seguito al fallimento del club. Il 2 giugno 2022 si trasferisce a titolo gratuito al Beroe.

## Statistiche

### Presenze e reti nei club
Statistiche aggiornate al 1º agosto 2022.
| Stagione             | Squadra              | Campionato           | Campionato | Campionato | Coppe nazionali | Coppe nazionali | Coppe nazionali | Coppe continentali | Coppe continentali | Coppe continentali | Altre coppe | Altre coppe | Altre coppe | Totale | Totale |
| Stagione             | Squadra              | Comp                 | Pres       | Reti       | Comp            | Pres            | Reti            | Comp               | Pres               | Reti               | Comp        | Pres        | Reti        | Pres   | Reti   |
| -------------------- | -------------------- | -------------------- | ---------- | ---------- | --------------- | --------------- | --------------- | ------------------ | ------------------ | ------------------ | ----------- | ----------- | ----------- | ------ | ------ |
| 2016                 | Tigres do Brasil     | A/RJ                 | 12         | 1          |                 | -               | -               |                    | -                  | -                  |             | -           | -           | 12     | 1      |
| 2018-2019            | Arda Kărdžali        | 2L                   | 16+1       | 1+0        | CB              | 1               | 0               |                    | -                  | -                  |             | -           | -           | 18     | 1      |
| 2019-2020            | Arda Kărdžali        | 1L                   | 11         | 0          | CB              | 1               | 0               |                    | -                  | -                  |             | -           | -           | 12     | 0      |
| Totale Arda Kărdžali | Totale Arda Kărdžali | Totale Arda Kărdžali | 27+1       | 1+0        |                 | 2               | 0               |                    | -                  | -                  |             | -           | -           | 30     | 1      |
| 2021                 | Gimhae               | K3                   | 9          | 2          | CCS             | 2               | 0               |                    | -                  | -                  |             | -           | -           | 11     | 2      |
| gen.-giu. 2022       | Carsko Selo          | 1L                   | 4+6        | 1+1        | CB              | -               | -               |                    | -                  | -                  |             | -           | -           | 10     | 2      |
| 2022-2023            | Beroe                | 1L                   | 4          | 0          | CB              | 0               | 0               |                    | -                  | -                  |             | -           | -           | 4      | 0      |
| Totale carriera      | Totale carriera      | Totale carriera      | 63         | 6          |                 | 4               | 0               |                    | -                  | -                  |             | -           | -           | 67     | 6      |